# مگس‌بوته
مگس‌بوته (نام علمی: Roridula) نام یک سرده از راسته گل‌سرخ‌سانان است.